# SCジョンソン
S.C.ジョンソン・アンド・サン(S. C. Johnson & Son, Inc.)は、アメリカ合衆国ウィスコンシン州ラシーンに本拠を置く世界規模の日用消費財メーカーである。通常はSCジョンソン(S. C. Johnson)と略称される。2017年現在で、従業員数は約1万3千人、推定売上高は約100億米ドルである。
創業家のジョンソン家が全株式を保有する非公開会社であり、同家による家族経営が行われている。2004年に、創業者から5代目に当たるハーバート・フィスク・ジョンソン3世が会長兼CEOに就任した。

日本法人についてはジョンソンを参照。

## 歴史
ウィスコンシン州ラシーンにあるラシーン・ハードウェア・マニュファクチャリング社のセールスマンだったサミュエル・カーティス・ジョンソン・シニアが、1886年に同社の床材事業を譲り受け、ジョンソンズ・プリペアード・ペースト・ワックス・カンパニー(Johnson's Prepared Paste Wax Company)として独立したのに始まる。アメリカで最も古い家族経営企業の一つである。当初の主力商品は寄木張り（パーケット）のフローリングだったが、その後、ワックスや仕上材などの床用の清掃用品も製造するようになった。
1906年、息子のハーバート・フィスク・ジョンソン・シニアがビジネスパートナーとなり、社名を現在のS.C.ジョンソン・アンド・サンに変更した。1914年にイギリスに最初の国外子会社を設立するなど、ハーバートの下で、同社は世界規模の企業に成長した。
1932年に、主力商品となるグロコート(Glo-Coat)を発売した。この商品の成功により、その後の世界恐慌の間にも同社は成長を続けることができた。同社の製品ラインがワックスに偏ってきたことから、1935年、ハーバートの息子のハーバート・フィスク・ジョンソン・ジュニアがブラジル・フォルタレザに向かい、ワックスの原料の継続的な供給源を見つけた。
1935年から1950年まで、同社はラジオ番組『フィバー・マギー・アンド・モーリー』のスポンサーを務めた。1950年代にはABCテレビのクイズ番組『ザ・ネームズ・ザ・セイム』のスポンサーを務めた。その他、NBCのテレビドラマ『ロバート・モンゴメリー・プレゼンツ』やCBSのバラエティ番組『レッド・スケルトン・ショー』にも提供していた。
1939年4月、フランク・ロイド・ライト設計による本社ビルを建設した。1950年には研究棟を建設した。1974年、本社ビルがアメリカ合衆国国定歴史建造物に指定された。
第4代指導者のサミュエル・カーティス・ジョンソン・ジュニアの下、殺虫剤"Raid House & Garden Bug Killer"を発売した1955年ごろから、同社はワックス偏重から脱却するようになった。

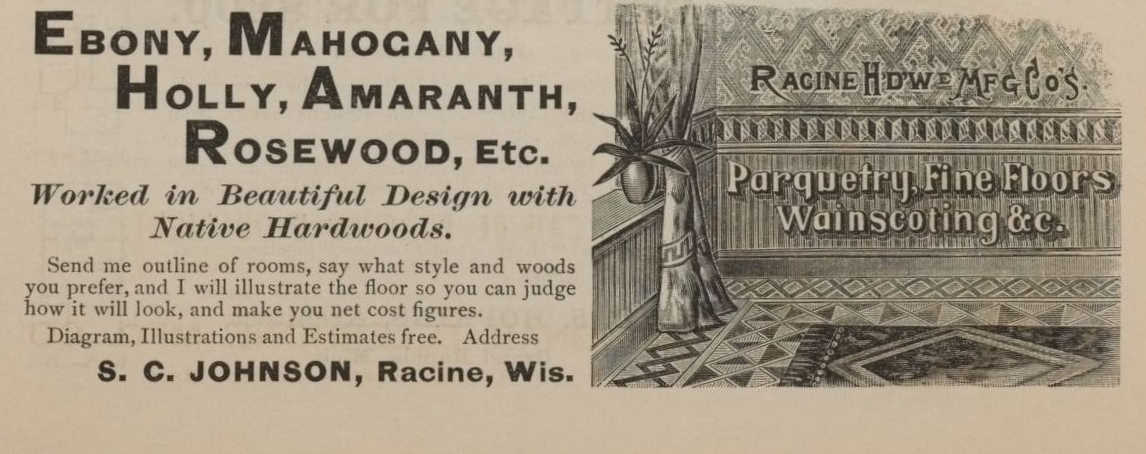
ラシーン・ハードウェア・マニュファクチャリングの広告。『センチュリー・イラストレイテッド』1889年11月号

### 主な買収・売却歴
- 1992年、ウィンデックス（英語版）(Windex)、ドラノ(Drāno)[注釈 1]などの特殊洗浄剤のメーカーであるドラケット（英語版）を買収[18]。
- 1998年、ダウ・ケミカルからジップロック(Ziploc)、サランラップ(Saran)、ファンタスティック（英語版）(Fantastik)、スクラビングバブル（英語版）(Scrubbing Bubbles)などを買収[19]。
- 1999年、業務用クリーニング製品部門をジョンソン・ワックス・プロフェッショナルとして分社化。後にディバーシー（英語版）に改称[20]。
- 2003年、バイエルから家庭用化学品ブランドのBaygon、Bay Fresh、Bayclin、Autanを買収。
- 2008年、Caldrea、Mrs. Meyers Clean Dayなどの家庭用洗剤を製造するCaldrea, Co.を買収[21]。
- 2011年、サラ・リー（英語版）から靴洗浄剤のKiwiを買収[22]。

## 主なブランド
☆は日本法人が販売
- サランラップ（日本では旭化成ホームプロダクツが製造販売）
- ジップロック（日本では旭化成ホームプロダクツが輸入販売）
- グレード（英語版）（Glade、芳香剤）☆
- KIWI（英語版）[23]（靴洗浄剤）☆
- カビキラー（海外名：Mr Muscle、硬い表面のクリーナー（英語版））☆
- スクラビングバブル（英語版）（Scrubbing Bubbles、トイレクリーナー）☆
- パイプユニッシュ（海外名：Drano、パイプ洗浄剤）☆
- スキンガード（英語版）（海外名:Off!、虫除けスプレー）☆
- エコベール（英語版）（洗濯用洗剤・柔軟剤・台所用洗剤・住居用洗剤）☆
- メソッド（ハンドソープ・台所用洗剤・住居用洗剤）☆